# Robert Spears
Robert Spears (conocido como Bob Spears; 8 de agosto de 1893-5 de julio de 1950) fue un deportista australiano que compitió en ciclismo en la modalidad de pista. Ganó tres medallas en el Campeonato Mundial de Ciclismo en Pista entre los años 1920 y 1922.

## Medallero internacional
| Campeonato Mundial | Campeonato Mundial     | Campeonato Mundial | Campeonato Mundial       |
| Año                | Lugar                  | Medalla            | Competición              |
| ------------------ | ---------------------- | ------------------ | ------------------------ |
| 1920               | Amberes (Bélgica)      | Medalla de oro     | Velocidad individual (P) |
| 1921               | Copenhague (Dinamarca) | Medalla de plata   | Velocidad individual (P) |
| 1922               | París (Francia)        | Medalla de plata   | Velocidad individual (P) |

## Palmarés
- 1913
  - 1.º en los Seis días de Melbourne (con Donald Kirkham)
- 1915
  - 1.º en  los Seis días de Newark (con Reginald McNamara)
- 1916
  - 1.º en los Seis días de Chicago (con Reginald McNamara)
- 1920
  - Campeón del mundo de velocidad 
  - 1.º en el Gran Premio de París
- 1921
  - 1.º en el Gran Premio de París
- 1922
  - 1.º en el Gran Premio de París
  - 1.º en el Gran Premio de la UVF
  - 1.º en el Gran Premio de Copenhague
- 1925
  - 1.º en el Gran Premio de Copenhague